# 전북특별자치도립국악원
전북특별자치도립국악원(全北特別自治道立國樂院)은 지방자치법 제114조에 따라 민족의 얼이 담긴 전통문화예술의 보존 육성과 전북특별자치도민의 정서함양을 위해 설치된 전북특별자치도청 소속기관이다. 전북특별자치도 전주시 덕진구 권삼득로 400에 위치하고 있다.

## 같이 보기
- 전북특별자치도청